# ارنی گالت
ارنی گالت (انگلیسی: Ernie Gault; ۲۰ سپتامبر ۱۸۸۹ – ۱۹۸۰ (۹۰−۹۱ سال)) بازیکن فوتبال بود.
از باشگاه‌هایی که در آن بازی کرده‌است می‌توان به باشگاه فوتبال استوک‌پورت کانتی و باشگاه فوتبال اورتون اشاره کرد.